# Stord
Stord là một đô thị ở hạt Hordaland, Na Uy.
Nó nằm trong khu truyền thống của Sunnhordland. Stord đôi khi được gọi là "Norway in miniature" vì nó có nhiều cảnh quan: bờ biển, fjords, rừng, đất nông nghiệp và miền núi. Trung tâm hành chính của đô thị là thị trấn Leirvik, cũng là thị trấn lớn nhất trong đô thị và toàn bộ khu vực của Sunnhordland. Leirvik được tuyên bố là một thị trấn vào năm 1997. Các trung tâm dân số khác trong đô thị bao gồm ngôi làng lớn Sagvåg và các làng nhỏ Litlabø và Grov. [2]

## Thông tin chung

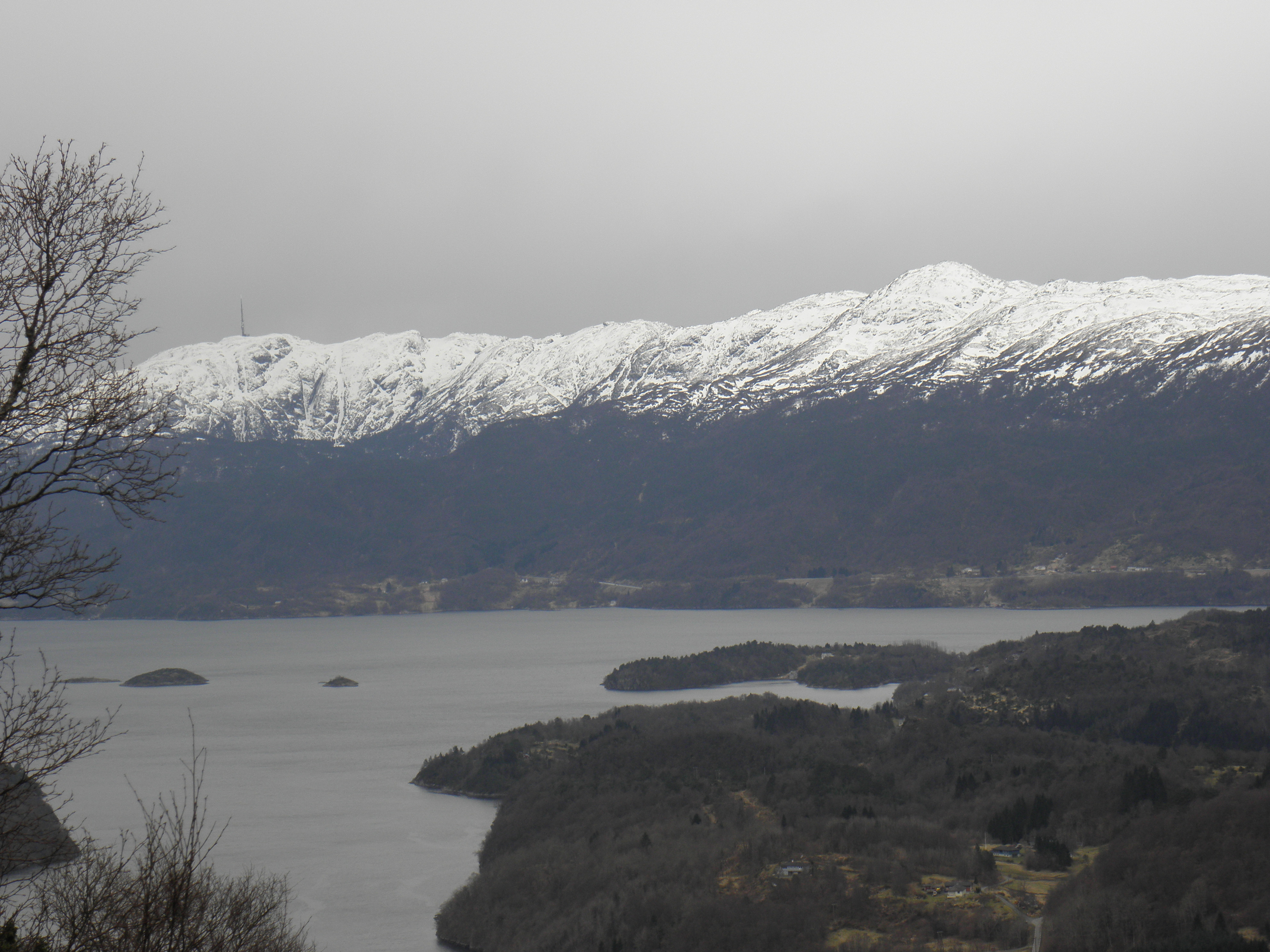
Cảnh Stord, nhìn về hướng tây từ Tysnes

Giáo xứ Stordøen được thành lập với tư cách là một đô thị vào ngày 1 tháng 1 năm 1838 (xem formannskapsdistrikt). Năm 1863, huyện phía bắc của đô thị (dân số: 2,313) đã được tách ra để trở thành đô thị mới của Fitjar. Vào ngày 15 tháng 5 năm 1868, quận phía nam Stordøen nằm ở lục địa (dân số 900) đã được tách ra để tạo thành đô thị mới của Valestrand. Vào ngày 1 tháng 1 năm 1898, phần phía nam hòn đảo Huglo (dân số 117) được chuyển từ đô thị Fjelberg tới Stord. Vào ngày 1 tháng 1 năm 1970, một phần nhỏ không có người ở của Stord dọc theo Valvatnavågen thuộc Bømlo đã được chuyển đến đô thị Stord.

### Tên gọi
Đô thị được đặt tên theo hòn đảo lớn Stord (Old Norse: Storð). Cái tên cũ và vẫn được sử dụng trong văn học Iceland có nghĩa là "đất" hoặc "đất". Trước năm 1889, cái tên được viết là "Stordøen".

### Huy hiệu
Bộ cánh tay là từ thời hiện đại. Họ đã được cấp vào ngày 19 tháng 6 năm 1987. Các cánh tay cho thấy một màu vàng tía holly trên nền đỏ. Chim chổi đã được chọn vì nó là cây thông thường trong đô thị. Nhà thiết kế là Truls Nygaard.

### Nhà thờ
Giáo hội Na Uy có hai giáo xứ (sokn) trong đô thị của Stord. Đây là một phần của chủ nhiệm khoa Sunnhordland tại Giáo phận Bjørgvin.